# Castelo de Corfe
O Castelo de Corfe (em inglês: Corfe Castle) é um castelo inglês, actualmente em ruínas, que se ergue no condado de Dorset. Este edifício fortificado foi a sede ancestral da família Bankes, antes destes se mudarem, na segunda metade do século XVII, para o seu novo palácio de Kingston Lacy. O castelo remonta ao século XI e domina um abismo existente nas Purbeck Hills, na estrada entre Wareham e Swanage. Ainda hoje, todo o tráfego rodoviário que se desloca de e para a área de Swanage passa abaixo das muralhas do castelo.
A palavra "Corfe" deriva do termo saxão para abismo. O Castelo de Corfe, por sua vez, emprestou o nome à aldeia e paróquia civil que domina do alto da sua encosta.
O Castelo de Corfe é um listed building classificado com o Grau I.

## História

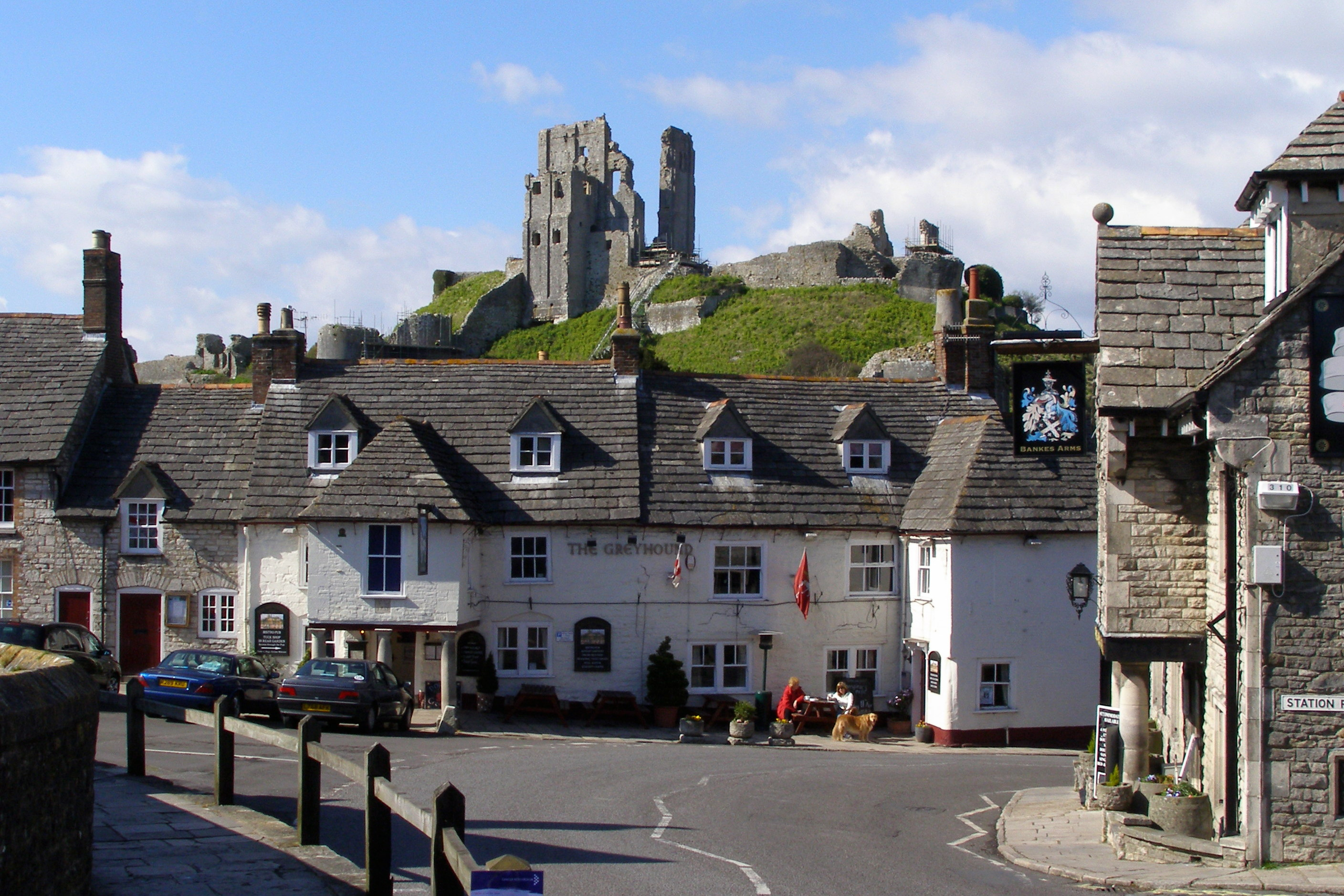
Ruínas do Castelo de Corfe e vista parcial da aldeia.

A mais velhas estruturas sobreviventes no castelo datam do século XI, embora existam evidências duma espécie de fortaleza anterior à Conquista Normanda. Eduardo, o Mártir foi assassinado no local no dia 18 de Março de 978.
A construção duma galeria de pedra e da muralha interior ocorreram no século XI e a extensa construção de outras torres, galerias e muralhas ocorreu durante os reinados de Henrique I, João e Henrique III. No século XIII, o castelo foi usado como um depósito do tesouro Real e prisão. O castelo permaneceu como uma fortaleza Real até ser vendido por Isabel I, no século XVI, ao Lord Chancellor, Sir Christopher Hatton.
O castelo foi comprado por Sir John Bankes, Attorney General (Procurador Geral), para Carlos I, em 1635. Durante a Guerra Civil Inglesa, o castelo foi cercado duas vezes pelas forças Parlamentaristas. Sir John Bankes estava afastado da propriedade ao serviço de Carlos I, pelo que a defesa do castelo foi conduzida pela sua esposa, Lady Mary Bankes — "Brave Dame Mary" (Brava Dama Maria), como ficou conhecida.

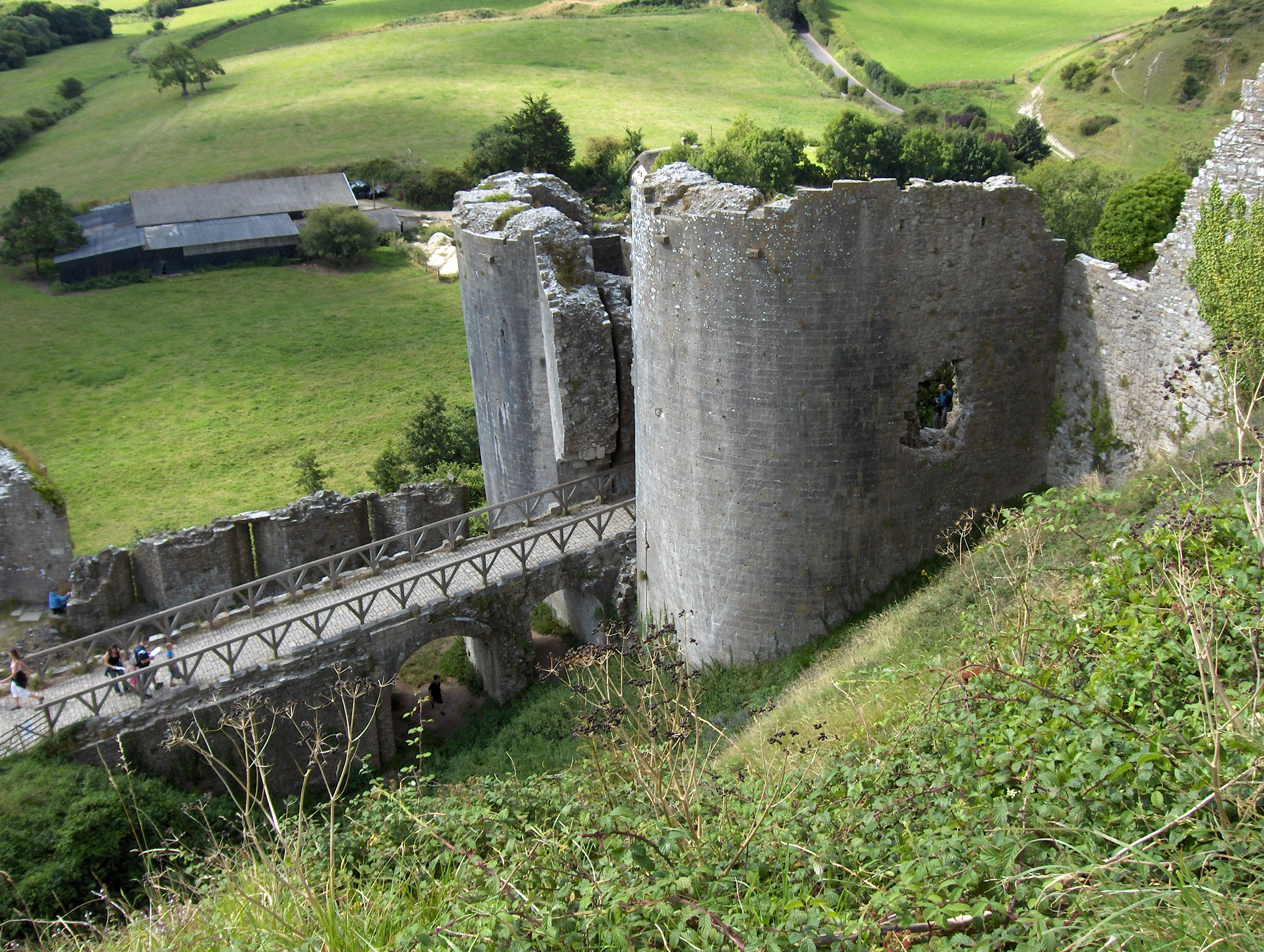
Ponte e torre de entrada no Castelo de Corfe.

O primeiro cerco, em 1643, durou seis semanas, até que as forças Parlamentaristas retiraram com a perda de 100 homens. O segundo cerco, em 1646, foi resistido por dois meses, antes do castelo ser traído por um membro da guarnição. Depois da sua captura, o castelo foi destruído com alguns explosivos e principalmente minado subterraneamente para assegurar que não voltaria a erguer-se como uma fortaleza Realista. Nos séculos que se seguiram, a população local tirou partido da fonte fácil de materiais de construção e alvenaria; umbrais e outros elementos originários do castelo podem ser vistos em numerosas casas das redondezas.
Depois da Restauração da monarquia, em 1660, a família Bankes recuperou as suas propriedades. No entanto, em vez de reconstruir ou substituir o castelo arruinado optaram por construir de raiz Kingston Lacy, um novo palácio que se ergueria na sua outra propriedade do Dorset, próximo de Wimborne Minster.
Na década de 1980, Ralph Bankes legou todo o património dos Bankes ao National Trust, incluindo o Castelo de Corfe, grande parte da aldeia de Corfe, a casa de família de Kingston Lacy e uma parte substancial das propriedades e terras que a família possuía um pouco por toda a região.
O castelo encontra-se aberto ao público, tendo recebido 168.377 visitantes em 2004. Desde o Verão de 2006 as perigosas condições da torre de menagem fizeram com que esta fosse fechada aos visitantes, os quais podem visitar apenas as muralhas e a cerca interior. O National Trust está a empreender um extenso projecto de conservação no castelo, esperando-se que a torre de menagem volte a abrir aos visitantes durante o Verão de 2008.

## Galeria de imagens do Castelo de Corfe

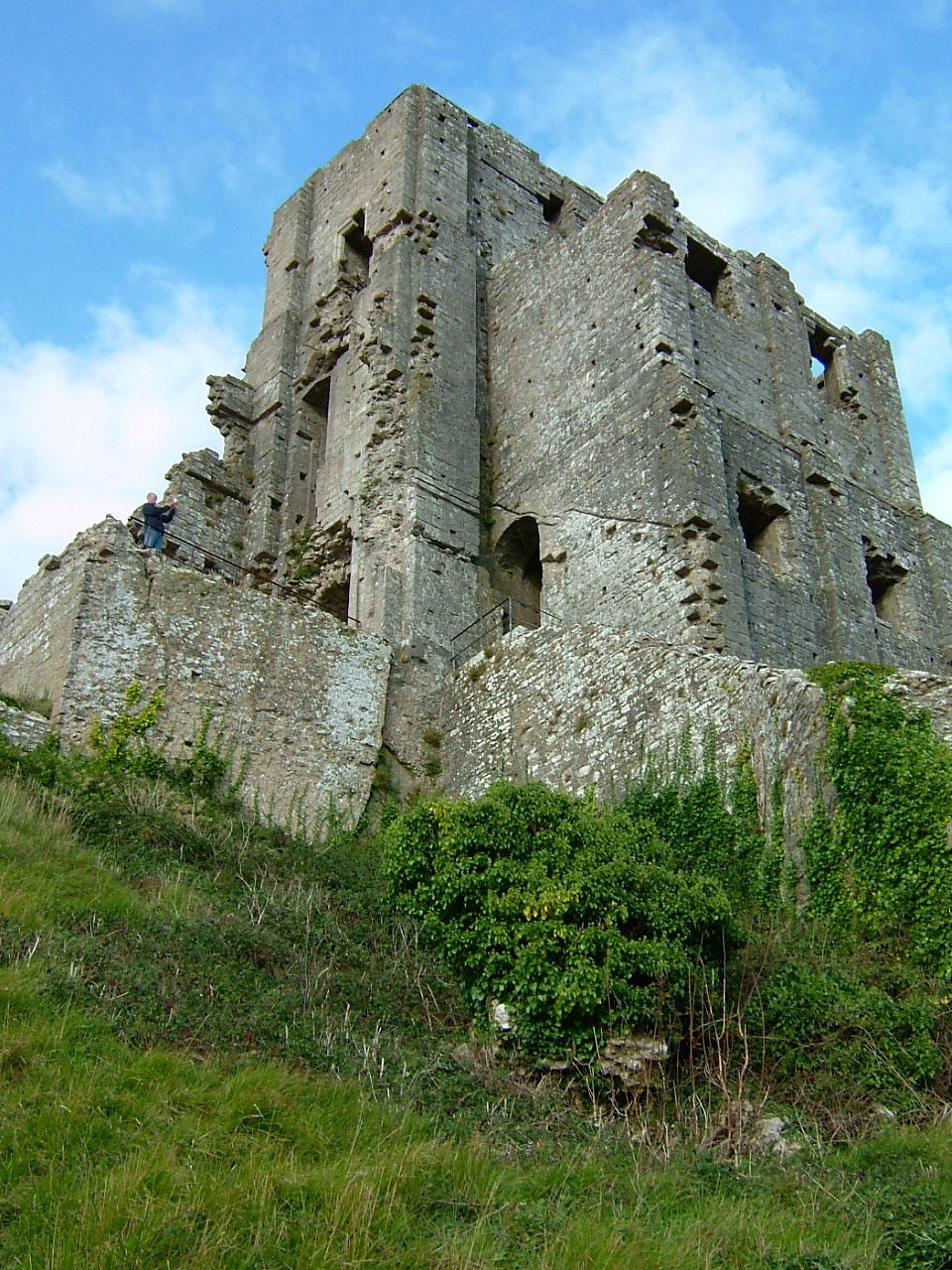
Ruínas do Castelo de Corfe vistas de baixo
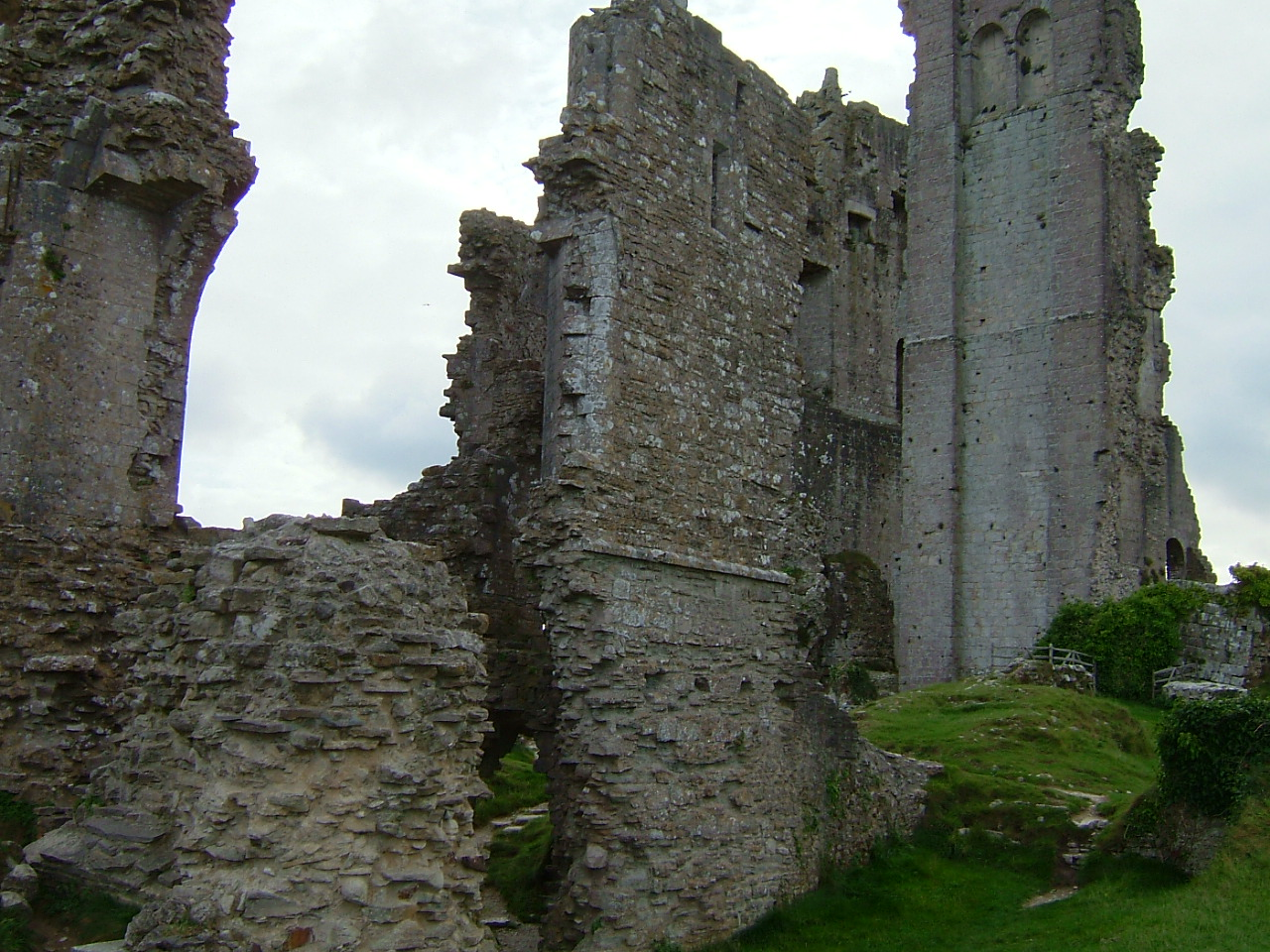
Ruínas do Castelo de Corfe
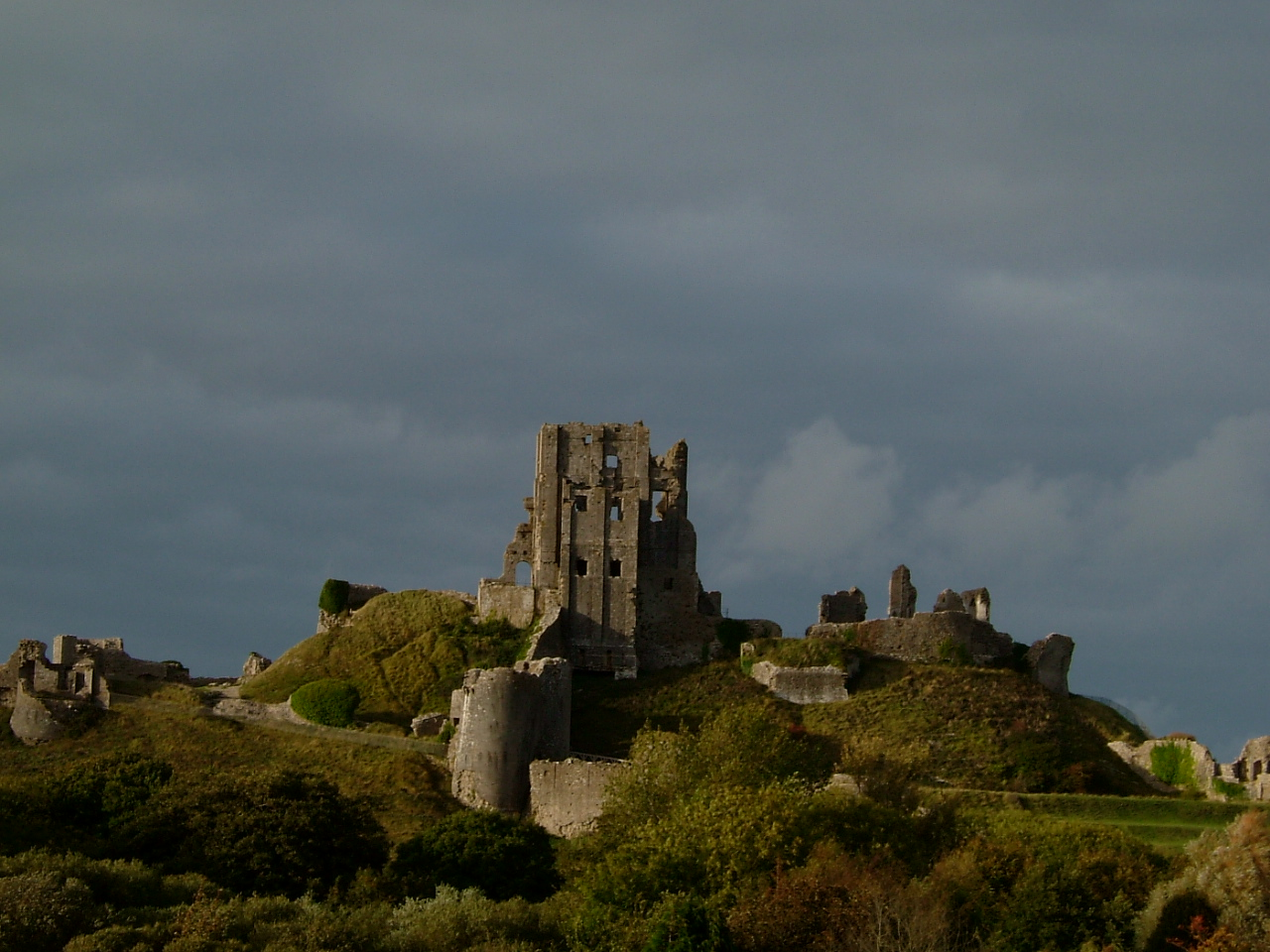
Ruínas do Castelo de Corfe
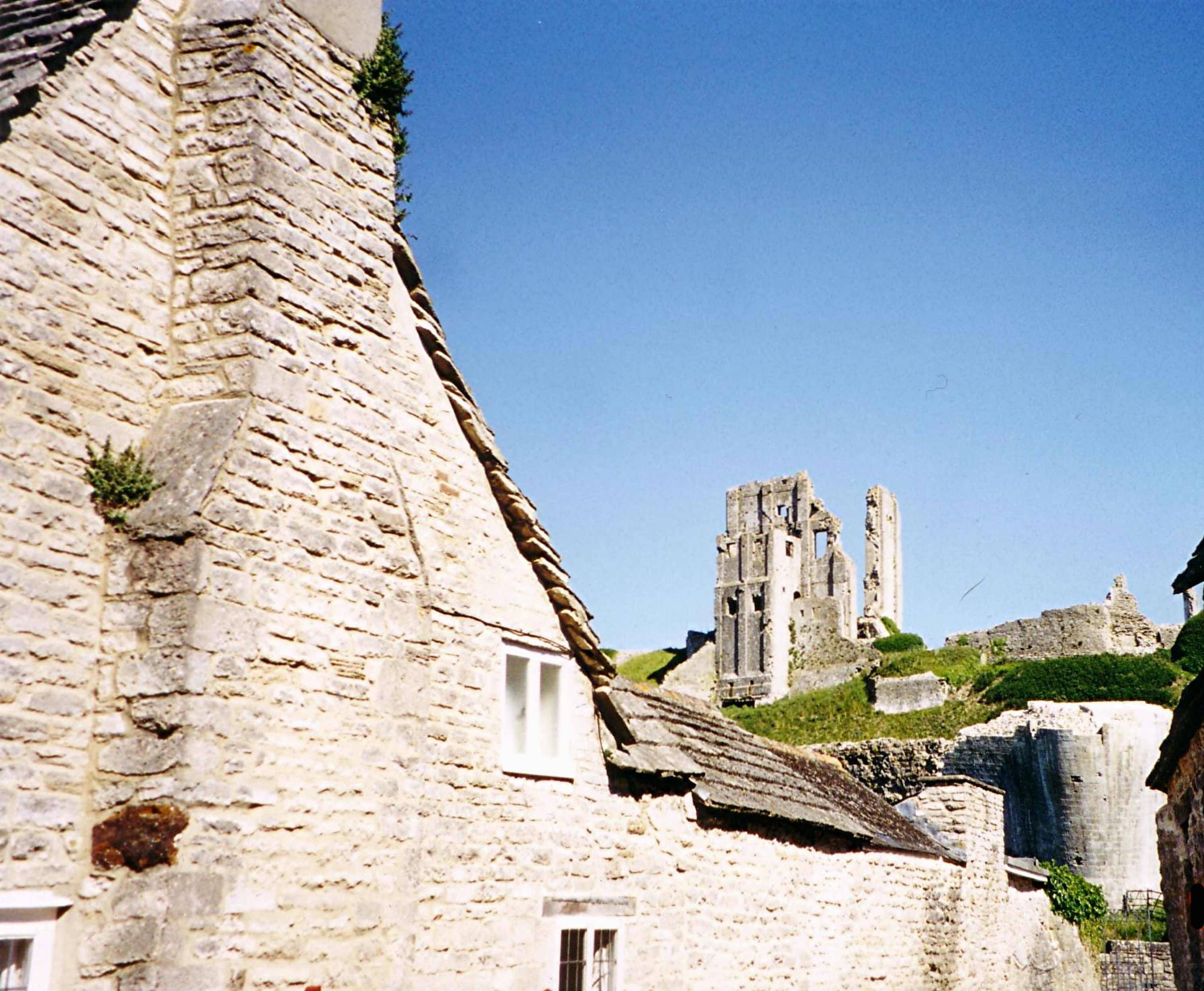
As ruínas do Castelo de Corfe vistas da aldeia
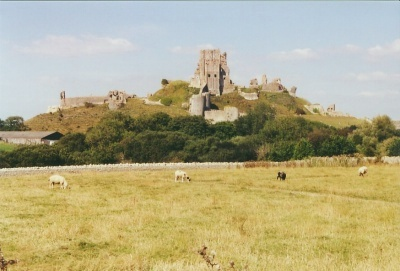
As ruínas do Castelo de Corfe vistas de norte